# Thyas bruzelli
Thyas bruzelli är en kvalsterart som beskrevs av Lundblad 1926. Thyas bruzelli ingår i släktet Thyas och familjen Thyasidae. Inga underarter finns listade i Catalogue of Life.